# 鈴木淑子の地球は競馬でまわってる
『鈴木淑子の地球は競馬でまわってる』（すずきよしこのちきゅうはけいばでまわってる）は、2013年1月4日からラジオNIKKEI第1で放送されている競馬番組である。日本中央競馬会の一社提供。放送時間は毎週金曜 20:30 - 21:00 （日本標準時）。

## 概要
女性競馬ジャーナリストの鈴木淑子がパーソナリティを務めている。ほか、ラジオNIKKEIの競馬担当アナウンサーも出演する。
内容は、2部構成になっており、番組前半は特集コーナーで、競馬・馬術・馬事文化に関与する人物、ならびに鈴木と深い関わりのある著名人をゲストに迎えての対談（大抵は前後編の2週、またはそれ以上に分けて連続放送するのが多い）が中心。
特集コーナーの常連の企画類
- 年初の放送ではJRA理事長をスタジオに招き、年頭の所感と新年度の大きな競馬開催においての改正点について述べてもらう。
- 2月上旬には、JRA賞の表彰式[1]の模様を取材し、年度代表馬、騎手・調教師全国リーディング1位を受賞した人物などへのインタビューを行うことがある。
- 5月（年度により4月）には、6月の新馬（メイクデビュー）戦開始のタイミングで、「POGの大魔王」として知られる丹下日出夫（現・毎日新聞東京本社契約記者）による「先取り!2歳馬情報」
- 7月中旬には、北海道苫小牧市で毎年行われる日本競走馬協会主催によるセリ「セレクトセール」について、当歳（0歳）の部、1歳の部に分けて紹介したレポート
- 年末（放送年度によっては年初）にはDr.コパ（風水師・馬主）が、翌年の開運につながるアイテムや方角などを競馬と絡ませて展開する対談
- その他不定期のゲストコーナーの企画としては、JRA職員に競馬の開催の舞台裏を述べてもらう「JRAのここが知りたい」、また2023年度から「鈴木淑子のウマジョに乾杯」と題して、競馬サークルで活動する女性関係者（騎手・厩舎関係者・競馬マスコミに携わる記者・アナウンサー・競馬ファンの著名人など）を前後編でインタビューするコーナーが随時放送されている。
- 月1回程度（月末）には翌月の重賞競走の思い出のレースを鈴木やリスナーが語るコーナー「〇〇月重賞の思い出のレース」があったが、2022年12月で一旦終了した。
- 日本馬が出走を予定している日本国外の主要競走、並びに地方競馬におけるJpnI相当のビッグレース（特に帝王賞・ジャパンダートダービー・JBC・東京大賞典）に出走が予定されている中央所属馬、さらにジャパンカップに出走を予定している外国馬については、それそれ直近の週にそれらの紹介を兼ねて専門家をゲストに招いてレース展望を鈴木と対談することもある。

番組の後半には放送週に行われる注目の重賞競走の展望を鈴木や当日のアシスタントのアナウンサー、リスナーから紹介してもらうコーナーもある。
2016年1月には、ラジオNIKKEIとグリーンチャンネル（スカパー!・スカパー!プレミアムサービス）の共同企画特別番組『鈴木淑子の地球は競馬でまわってるSP』が両局で放送された。この正月特番には、ラジオNIKKEIからは小林雅巳、舩山陽司、米田元気、山本直の4人が、グリーンチャンネルからは小堺翔太（『中央競馬全レース中継』キャスター）が参加した。
2024年はJRAとラジオNIKKEIの70周年記念として、9月6，13，20，27日の本編直後の21時から21時30分に、スピンオフ特別番組「特別編・私たち、コレでUMAJOになりました」が放送されている。同番組は、「ウマジョに乾杯」からスピンオフしたもので、競馬業界で活躍する女性の現場の声を鈴木と藤原菜々花が聞き出すという内容。
なお祝日が金曜日に重なっても原則として生放送され、休止することは少ないが、年末年始の週末に中央競馬が開催されていない場合には放送休止となり、年初の放送は、平日に金杯が行われる場合、曜日に関係なく金杯を開催する前日に時間枠を変更したうえで放送する（金杯が土・日に行われる場合であれば金曜日の定時番組となる）。

## 放送事故
- 2016年12月9日の本放送枠で、誤って前週（12月2日）の放送内容と同じものを放送してしまう事故が発生した。これを受け同日の23:00 - （うまきんIIIの再放送枠を差し替え）と翌日12月10日の17:00 - （競馬LIVEへGO!の本放送枠）を差し替え）にそれぞれ本来放送する予定だったものを放送し、翌週12月16日の番組冒頭で謝罪した。